# Матчі збірної Хорватії з футболу

## 1990 рік

### Матчі
| Дата           | Турнір | Господарі | Рахунок | Гості   |
| -------------- | ------ | --------- | ------- | ------- |
| 17 жовтня 1990 | ТМ     | Хорватія  | 2:1     | США     |
| 22 грудня 1990 | ТМ     | Хорватія  | 2:0     | Румунія |

## 1991 рік

### Матчі
| Дата           | Турнір | Господарі | Рахунок | Гості    |
| -------------- | ------ | --------- | ------- | -------- |
| 19 червня 1991 | ТМ     | Словенія  | 0:1     | Хорватія |

## 1992 рік

### Матчі
| Дата           | Турнір | Господарі | Рахунок | Гості    |
| -------------- | ------ | --------- | ------- | -------- |
| 5 липня 1992   | ТМ     | Австралія | 1:0     | Хорватія |
| 8 липня 1992   | ТМ     | Австралія | 3:1     | Хорватія |
| 12 липня 1992  | ТМ     | Австралія | 0:0     | Хорватія |
| 22 жовтня 1992 | ТМ     | Хорватія  | 3:0     | Мексика  |

## 1993 рік

### Матчі
| Дата           | Турнір | Господарі | Рахунок | Гості   |
| -------------- | ------ | --------- | ------- | ------- |
| 25 червня 1993 | ТМ     | Хорватія  | 3:1     | Україна |

## 1994 рік

### Матчі
| Дата              | Турнір | Господарі  | Рахунок | Гості     |
| ----------------- | ------ | ---------- | ------- | --------- |
| 23 березня 1994   | ТМ     | Іспанія    | 0:2     | Хорватія  |
| 10 квітня 1994    | ТМ     | Словаччина | 4:1     | Хорватія  |
| 18 травня 1994    | ТМ     | Угорщина   | 2:2     | Хорватія  |
| 4 червня 1994     | ТМ     | Хорватія   | 0:0     | Аргентина |
| 17 серпня 1994    | ТМ     | Ізраїль    | 0:4     | Хорватія  |
| 4 вересня 1994    | КЧЄ    | Естонія    | 0:2     | Хорватія  |
| 9 жовтня 1994     | КЧЄ    | Хорватія   | 2:0     | Литва     |
| 16 листопада 1994 | КЧЄ    | Італія     | 1:2     | Хорватія  |

## 1995 рік

### Матчі
| Дата              | Турнір | Господарі | Рахунок | Гості    |
| ----------------- | ------ | --------- | ------- | -------- |
| 25 березня 1995   | КЧЄ    | Хорватія  | 4:0     | Україна  |
| 29 березня 1995   | КЧЄ    | Литва     | 0:0     | Хорватія |
| 26 квітня 1995    | КЧЄ    | Хорватія  | 2:0     | Словенія |
| 11 червня 1995    | КЧЄ    | Україна   | 1:0     | Хорватія |
| 3 вересня 1995    | КЧЄ    | Хорватія  | 7:1     | Естонія  |
| 6 жовтня 1995     | КЧЄ    | Хорватія  | 1:1     | Італія   |
| 15 листопада 1995 | КЧЄ    | Словенія  | 1:2     | Хорватія |

## 1996 рік

### Матчі
| Дата              | Турнір | Господарі            | Рахунок        | Гості          |
| ----------------- | ------ | -------------------- | -------------- | -------------- |
| 8 лютого 1996     | ТМ     | Хорватія             | 2:1            | Польща         |
| 13 березня 1996   | ТМ     | Хорватія             | 3:1            | Південна Корея |
| 26 березня 1996   | ТМ     | Хорватія             | 2:0            | Ізраїль        |
| 10 квітня 1996    | ТМ     | Хорватія             | 4:1            | Угорщина       |
| 4 травня 1996     | ТМ     | Англія               | 0:0            | Хорватія       |
| 2 червня 1996     | ТМ     | Ірландія             | 2:2            | Хорватія       |
| 11 червня 1996    | ЧЄ     | Хорватія             | 1:0            | Туреччина      |
| 16 червня 1996    | ЧЄ     | Хорватія             | 3:0            | Данія          |
| 19 червня 1996    | ЧЄ     | Хорватія             | 0:3            | Португалія     |
| 23 червня 1996    | ЧЄ     | Хорватія             | 1:2            | Німеччина      |
| 8 жовтня 1996     | КЧС    | Боснія і Герцеговина | 1:4            | Хорватія       |
| 10 листопада 1996 | КЧС    | Хорватія             | 1:1            | Греція         |
| 11 грудня 1996    | ТТ     | Марокко              | 2:2 (пен. 6-7) | Хорватія       |
| 12 грудня 1996    | ТТ     | Хорватія             | 1:1 (пен. 4-1) | Греція         |

## 1997 рік

### Матчі
| Дата              | Турнір | Господарі | Рахунок | Гості                |
| ----------------- | ------ | --------- | ------- | -------------------- |
| 29 березня 1997   | КЧС    | Хорватія  | 1:1     | Данія                |
| 2 квітня 1997     | КЧС    | Хорватія  | 3:3     | Словенія             |
| 30 квітня 1997    | КЧС    | Греція    | 0:1     | Хорватія             |
| 8 червня 1997     | ТТ     | Японія    | 4:3     | Хорватія             |
| 12 червня 1997    | ТТ     | Хорватія  | 1:1     | Туреччина            |
| 6 вересня 1997    | КЧС    | Хорватія  | 3:2     | Боснія і Герцеговина |
| 10 вересня 1997   | КЧС    | Данія     | 3:1     | Хорватія             |
| 11 жовтня 1997    | КЧС    | Словенія  | 1:3     | Хорватія             |
| 29 жовтня 1997    | КЧС    | Хорватія  | 2:0     | Україна              |
| 12 листопада 1997 | КЧС    | Україна   | 1:1     | Хорватія             |

Збірна Хорватії в кваліфікаційному раунді до Чемпіонату світу посіла друге місце в групі і в рамках матчів плей-оф в двосторонньому протистоянні перемогла збірну України та забезпечила місце в фінальній частині чемпіонату.

## 1998 рік

### Матчі
| Дата           | Турнір | Господарі | Рахунок | Гості              |
| -------------- | ------ | --------- | ------- | ------------------ |
| 22 квітня 1998 | ТМ     | Хорватія  | 4:1     | Польща             |
| 29 травня 1998 | ТМ     | Хорватія  | 1:2     | Словаччина         |
| 3 червня 1998  | ТМ     | Хорватія  | 2:0     | Іран               |
| 6 червня 1998  | ТМ     | Хорватія  | 7:0     | Австралія          |
| 14 червня 1998 | ЧС     | Хорватія  | 3:1     | Ямайка             |
| 20 червня 1998 | ЧС     | Хорватія  | 1:0     | Японія             |
| 26 червня 1998 | ЧС     | Хорватія  | 0:1     | Аргентина          |
| 30 червня 1998 | ЧС     | Хорватія  | 1:0     | Румунія            |
| 4 липня 1998   | ЧС     | Хорватія  | 3:0     | Німеччина          |
| 8 липня 1998   | ЧС     | Франція   | 2:1     | Хорватія           |
| 11 липня 1998  | ЧС     | Хорватія  | 2:1     | Нідерланди         |
| 5 вересня 1998 | КЧЄ    | Ірландія  | 2:0     | Хорватія           |
| 10 жовтня 1998 | КЧЄ    | Мальта    | 1:4     | Хорватія           |
| 14 жовтня 1998 | КЧЄ    | Хорватія  | 3:2     | Північна Македонія |

На Чемпіонату світу-1998 збірна Хорватії посіла 3-тє місце.

## 1999 рік

### Матчі
| Дата              | Турнір | Господарі          | Рахунок | Гості     |
| ----------------- | ------ | ------------------ | ------- | --------- |
| 10 лютого 1999    | ТМ     | Хорватія           | 0:1     | Данія     |
| 10 березня 1999   | ТМ     | Греція             | 3:2     | Хорватія  |
| 28 квітня 1999    | ТМ     | Хорватія           | 0:0     | Італія    |
| 5 травня 1999     | ТМ     | Іспанія            | 3:1     | Хорватія  |
| 5 червня 1999     | КЧЄ    | Північна Македонія | 1:1     | Хорватія  |
| 13 червня 1999    | ТТ     | Хорватія           | 2:2     | Єгипет    |
| 16 червня 1999    | ТТ     | Хорватія           | 2:1     | Мексика   |
| 19 червня 1999    | ТТ     | Південна Корея     | 1:1     | Хорватія  |
| 18 серпня 1999    | КЧЄ    | Югославія          | 0:0     | Хорватія  |
| 21 серпня 1999    | КЧЄ    | Хорватія           | 2:1     | Мальта    |
| 4 вересня 1999    | КЧЄ    | Хорватія           | 1:0     | Ірландія  |
| 10 жовтня 1999    | КЧЄ    | Хорватія           | 2:2     | Югославія |
| 13 листопада 1999 | ТМ     | Франція            | 3:0     | Хорватія  |

## 2000 рік

### Матчі
| Дата            | Турнір | Господарі  | Рахунок | Гості     |
| --------------- | ------ | ---------- | ------- | --------- |
| 23 лютого 2000  | ТМ     | Хорватія   | 0:0     | Іспанія   |
| 29 березня 2000 | ТМ     | Хорватія   | 1:1     | Німеччина |
| 26 квітня 2000  | ТМ     | Австрія    | 1:2     | Хорватія  |
| 28 травня 2000  | ТМ     | Хорватія   | 0:2     | Франція   |
| 16 серпня 2000  | ТМ     | Словаччина | 1:1     | Хорватія  |
| 2 вересня 2000  | КЧС    | Бельгія    | 0:0     | Хорватія  |
| 11 жовтня 2000  | КЧС    | Хорватія   | 1:1     | Шотландія |

## 2001 рік

### Матчі
| Дата              | Турнір | Господарі      | Рахунок | Гості      |
| ----------------- | ------ | -------------- | ------- | ---------- |
| 28 лютого 2001    | ТМ     | Хорватія       | 1:0     | Австрія    |
| 24 березня 2001   | КЧС    | Хорватія       | 4:1     | Латвія     |
| 25 квітня 2001    | ТМ     | Хорватія       | 2:2     | Греція     |
| 2 червня 2001     | КЧС    | Хорватія       | 4:0     | Сан-Марино |
| 6 червня 2001     | КЧС    | Латвія         | 0:1     | Хорватія   |
| 15 серпня 2001    | ТМ     | Ірландія       | 2:2     | Хорватія   |
| 1 вересня 2001    | КЧС    | Шотландія      | 0:0     | Хорватія   |
| 5 вересня 2001    | КЧС    | Сан-Марино     | 0:4     | Хорватія   |
| 6 жовтня 2001     | КЧС    | Хорватія       | 1:0     | Бельгія    |
| 10 листопада 2001 | ТМ     | Південна Корея | 2:1     | Хорватія   |
| 13 листопада 2001 | ТМ     | Південна Корея | 1:1     | Хорватія   |

## 2002 рік

### Матчі
| Дата              | Турнір | Господарі | Рахунок | Гості                |
| ----------------- | ------ | --------- | ------- | -------------------- |
| 13 лютого 2002    | ТМ     | Хорватія  | 0:0     | Болгарія             |
| 27 березня 2002   | ТМ     | Хорватія  | 0:0     | Словенія             |
| 17 квітня 2002    | ТМ     | Хорватія  | 2:0     | Боснія і Герцеговина |
| 8 травня 2002     | ТМ     | Угорщина  | 0:2     | Хорватія             |
| 3 червня 2002     | ЧС     | Хорватія  | 0:1     | Мексика              |
| 8 червня 2002     | ЧС     | Хорватія  | 2:1     | Італія               |
| 13 червня 2002    | ЧС     | Хорватія  | 0:1     | Еквадор              |
| 21 серпня 2002    | ТМ     | Хорватія  | 1:1     | Уельс                |
| 7 вересня 2002    | КЧЄ    | Хорватія  | 0:0     | Естонія              |
| 12 жовтня 2002    | КЧЄ    | Болгарія  | 2:0     | Хорватія             |
| 20 листопада 2002 | ТМ     | Румунія   | 0:1     | Хорватія             |

## 2003 рік

### Матчі
| Дата              | Турнір | Господарі | Рахунок | Гості              |
| ----------------- | ------ | --------- | ------- | ------------------ |
| 9 лютого 2003     | ТМ     | Хорватія  | 2:2     | Північна Македонія |
| 12 лютого 2003    | ТТ     | Хорватія  | 0:0     | Польща             |
| 29 березня 2003   | КЧЄ    | Хорватія  | 4:0     | Бельгія            |
| 2 квітня 2003     | КЧЄ    | Хорватія  | 2:0     | Андорра            |
| 30 квітня 2003    | ТМ     | Швеція    | 1:2     | Хорватія           |
| 11 червня 2003    | КЧЄ    | Естонія   | 0:1     | Хорватія           |
| 20 серпня 2003    | ТМ     | Англія    | 3:1     | Хорватія           |
| 6 вересня 2003    | КЧЄ    | Андорра   | 0:3     | Хорватія           |
| 10 вересня 2003   | КЧЄ    | Бельгія   | 2:1     | Хорватія           |
| 11 жовтня 2003    | КЧЄ    | Хорватія  | 1:0     | Болгарія           |
| 15 листопада 2003 | КЧЄ    | Хорватія  | 1:1     | Словенія           |
| 19 листопада 2003 | КЧЄ    | Словенія  | 0:1     | Хорватія           |

Збірна Хорватії пройшла до фінальної частини ЧЄ-2004, обігравши в плей-оф збірну Словенії.

## 2004 рік

### Матчі
| Дата              | Турнір | Господарі          | Рахунок | Гості      |
| ----------------- | ------ | ------------------ | ------- | ---------- |
| 18 лютого 2004    | ТМ     | Хорватія           | 1:2     | Німеччина  |
| 31 березня 2004   | ТМ     | Хорватія           | 2:2     | Туреччина  |
| 28 квітня 2004    | ТМ     | Північна Македонія | 0:1     | Хорватія   |
| 29 травня 2004    | ТМ     | Хорватія           | 1:0     | Словаччина |
| 5 червня 2004     | ТМ     | Данія              | 1:2     | Хорватія   |
| 13 червня 2004    | ЧЄ     | Хорватія           | 0:0     | Швейцарія  |
| 17 червня 2004    | ЧЄ     | Хорватія           | 2:2     | Франція    |
| 21 червня 2004    | ЧЄ     | Хорватія           | 2:4     | Англія     |
| 18 серпня 2004    | ТМ     | Хорватія           | 1:0     | Ізраїль    |
| 4 вересня 2004    | КЧС    | Хорватія           | 3:0     | Угорщина   |
| 8 вересня 2004    | КЧС    | Швеція             | 0:1     | Хорватія   |
| 9 жовтня 2004     | КЧС    | Хорватія           | 2:2     | Болгарія   |
| 16 листопада 2004 | ТМ     | Ірландія           | 1:0     | Хорватія   |

## 2005 рік

### Матчі
| Дата              | Турнір | Господарі  | Рахунок | Гості    |
| ----------------- | ------ | ---------- | ------- | -------- |
| 9 лютого 2005     | ТМ     | Ізраїль    | 3:3     | Хорватія |
| 26 березня 2005   | КЧС    | Хорватія   | 4:0     | Ісландія |
| 30 березня 2005   | ТМ     | Хорватія   | 3:0     | Мальта   |
| 4 червня 2005     | КЧС    | Болгарія   | 1:3     | Хорватія |
| 17 серпня 2005    | ТМ     | Хорватія   | 1:1     | Бразилія |
| 3 вересня 2005    | КЧС    | Ісландія   | 1:3     | Хорватія |
| 7 вересня 2005    | КЧС    | Мальта     | 1:1     | Хорватія |
| 8 жовтня 2005     | КЧС    | Хорватія   | 1:0     | Швеція   |
| 12 жовтня 2005    | КЧС    | Угорщина   | 0:0     | Хорватія |
| 12 листопада 2005 | ТМ     | Португалія | 2:0     | Хорватія |

## 2006 рік

### Матчі
| Дата              | Турнір | Господарі      | Рахунок | Гості     |
| ----------------- | ------ | -------------- | ------- | --------- |
| 29 січня 2006     | ТТ     | Південна Корея | 2:0     | Хорватія  |
| 1 лютого 2006     | ТТ     | Гонконг        | 0:4     | Хорватія  |
| 1 березня 2006    | ТМ     | Хорватія       | 3:2     | Аргентина |
| 23 травня 2006    | ТМ     | Австрія        | 1:4     | Хорватія  |
| 28 травня 2006    | ТМ     | Хорватія       | 2:2     | Іран      |
| 3 червня 2006     | ТМ     | Хорватія       | 0:1     | Польща    |
| 7 червня 2006     | ТМ     | Іспанія        | 2:1     | Хорватія  |
| 13 червня 2006    | ЧС     | Хорватія       | 0:1     | Бразилія  |
| 18 червня 2006    | ЧС     | Хорватія       | 0:0     | Японія    |
| 22 червня 2006    | ЧС     | Хорватія       | 2:2     | Австралія |
| 16 серпня 2006    | ТМ     | Італія         | 0:2     | Хорватія  |
| 6 вересня 2006    | КЧЄ    | Росія          | 0:0     | Хорватія  |
| 7 жовтня 2006     | КЧЄ    | Хорватія       | 7:0     | Андорра   |
| 11 жовтня 2006    | КЧЄ    | Хорватія       | 2:0     | Англія    |
| 15 листопада 2006 | КЧЄ    | Ізраїль        | 3:4     | Хорватія  |

## 2007 рік

### Матчі
| Дата              | Турнір | Господарі            | Рахунок | Гості              |
| ----------------- | ------ | -------------------- | ------- | ------------------ |
| 7 лютого 2007     | ТМ     | Хорватія             | 2:1     | Норвегія           |
| 24 березня 2007   | КЧЄ    | Хорватія             | 2:1     | Північна Македонія |
| 2 червня 2007     | КЧЄ    | Естонія              | 0:1     | Хорватія           |
| 6 червня 2007     | КЧЄ    | Хорватія             | 0:0     | Росія              |
| 22 серпня 2007    | ТМ     | Боснія і Герцеговина | 3:5     | Хорватія           |
| 8 вересня 2007    | КЧЄ    | Хорватія             | 2:0     | Естонія            |
| 12 вересня 2007   | КЧЄ    | Андорра              | 0:6     | Хорватія           |
| 13 жовтня 2007    | КЧЄ    | Хорватія             | 1:0     | Ізраїль            |
| 16 жовтня 2007    | ТМ     | Хорватія             | 3:0     | Словаччина         |
| 17 листопада 2007 | КЧЄ    | Північна Македонія   | 2:0     | Хорватія           |
| 21 листопада 2007 | КЧЄ    | Англія               | 2:3     | Хорватія           |

## 2008 рік

### Матчі
| Дата            | Турнір | Господарі | Рахунок      | Гості      |
| --------------- | ------ | --------- | ------------ | ---------- |
| 6 лютого 2008   | ТМ     | Хорватія  | 0:3          | Нідерланди |
| 26 березня 2008 | ТМ     | Шотландія | 1:1          | Хорватія   |
| 24 травня 2008  | ТМ     | Молдова   | 0:1          | Хорватія   |
| 31 травня 2008  | ТМ     | Угорщина  | 1:1          | Хорватія   |
| 8 червня 2008   | ЧЄ     | Австрія   | 0:1          | Хорватія   |
| 12 червня 2008  | ЧЄ     | Хорватія  | 2:1          | Німеччина  |
| 16 червня 2008  | ЧЄ     | Хорватія  | 1:0          | Польща     |
| 20 червня 2008  | ЧЄ     | Хорватія  | 1:1 пен. 1-3 | Туреччина  |
| 20 серпня 2008  | ТМ     | Словенія  | 2:3          | Хорватія   |
| 6 вересня 2008  | КЧС    | Хорватія  | 3:0          | Казахстан  |
| 10 вересня 2008 | КЧС    | Хорватія  | 1:4          | Англія     |
| 11 жовтня 2008  | КЧС    | Україна   | 0:0          | Хорватія   |
| 15 жовтня 2008  | КЧС    | Хорватія  | 4:0          | Андорра    |

## 2009 рік

### Матчі
| Дата              | Турнір | Господарі | Рахунок | Гості       |
| ----------------- | ------ | --------- | ------- | ----------- |
| 11 лютого 2009    | ТМ     | Румунія   | 1:2     | Хорватія    |
| 1 квітня 2009     | КЧС    | Андорра   | 0:2     | Хорватія    |
| 6 червня 2009     | КЧС    | Хорватія  | 2:2     | Україна     |
| 12 серпня 2009    | КЧС    | Білорусь  | 1:3     | Хорватія    |
| 5 вересня 2009    | КЧС    | Хорватія  | 1:0     | Білорусь    |
| 9 вересня 2009    | КЧС    | Англія    | 5:1     | Хорватія    |
| 8 жовтня 2009     | ТМ     | Хорватія  | 3:2     | Катар       |
| 14 жовтня 2009    | КЧС    | Казахстан | 1:2     | Хорватія    |
| 14 листопада 2009 | КЧС    | Хорватія  | 5:0     | Ліхтенштейн |

## 2010 рік

### Матчі
| Дата              | Турнір | Господарі  | Рахунок | Гості    |
| ----------------- | ------ | ---------- | ------- | -------- |
| 3 березня 2010    | ТМ     | Бельгія    | 0:1     | Хорватія |
| 19 травня 2010    | ТМ     | Австрія    | 0:1     | Хорватія |
| 23 травня 2010    | ТМ     | Хорватія   | 2:0     | Уельс    |
| 26 травня 2010    | ТМ     | Естонія    | 0:0     | Хорватія |
| 11 серпня 2010    | ТМ     | Словаччина | 1:1     | Хорватія |
| 3 вересня 2010    | КЧЄ    | Латвія     | 0:3     | Хорватія |
| 7 вересня 2010    | КЧЄ    | Хорватія   | 0:0     | Греція   |
| 9 жовтня 2010     | КЧЄ    | Ізраїль    | 1:2     | Хорватія |
| 12 жовтня 2010    | ТМ     | Хорватія   | 2:1     | Норвегія |
| 17 листопада 2010 | КЧЄ    | Хорватія   | 3:0     | Мальта   |

## 2011 рік

### Матчі
| Дата              | Турнір | Господарі | Рахунок | Гості     |
| ----------------- | ------ | --------- | ------- | --------- |
| 9 лютого 2011     | ТМ     | Хорватія  | 4:2     | Чехія     |
| 26 березня 2011   | КЧЄ    | Грузія    | 1:0     | Хорватія  |
| 29 березня 2011   | ТМ     | Франція   | 0:0     | Хорватія  |
| 3 червня 2011     | КЧЄ    | Хорватія  | 2:1     | Грузія    |
| 10 серпня 2011    | ТМ     | Ірландія  | 0:0     | Хорватія  |
| 2 вересня 2011    | КЧЄ    | Мальта    | 1:3     | Хорватія  |
| 6 вересня 2011    | КЧЄ    | Хорватія  | 3:1     | Ізраїль   |
| 7 жовтня 2011     | КЧЄ    | Греція    | 2:0     | Хорватія  |
| 11 жовтня 2011    | КЧЄ    | Хорватія  | 2:0     | Латвія    |
| 11 листопада 2011 | КЧЄ    | Туреччина | 0:3     | Хорватія  |
| 15 листопада 2011 | КЧЄ    | Хорватія  | 0:0     | Туреччина |

За підсумками відбору до Чемпіонату Європи-2012 збірна Хорватії посіла друге місце та в плей-офф здолала команду Туреччини, забезпечивши собі місце в фінальній частині.